# Björn Bonn
Björn Bonn (* 1978 in Essen, Nordrhein-Westfalen) ist ein deutscher Schauspieler.

## Leben
Björn Bonn absolvierte von 2000 bis 2004 sein Schauspielstudium an der Folkwang Universität der Künste (Essen/Bochum), das er mit Diplom abschloss. Sein erstes Theaterengagement hatte er in seinem Anfängerjahr am Landestheater Tübingen.
2005 wechselte er unter Intendant Peter Spuhler an das Theater Heidelberg, dem er bis 2008 als festes Ensemblemitglied angehörte. Dort spielte er unter anderem Lyngstrand in Die Frau vom Meer (Regie: Anna Bergmann), Roller in Die Räuber (Regie: Martin Nimz), den Brad Majors in dem Musical Rocky Horror Show (Regie: Andreas Nathusius) und, ebenfalls unter der Regie von Martin Nimz, die Titelrolle im Büchner’schen Woyzeck.
2008 ging er als festes Ensemblemitglied an das Staatstheater Kassel, wo er Rollen wie Melchior Gabor in Frühlings Erwachen (Regie: Sebastian Schug), den Torquato Tasso (Regie: Gustav Rueb), Jimmy Porter in Blick zurück im Zorn (Regie: Maik Priebe), Kostja in Die Möwe (Regie: Volker Schmalöer) und Leonce in Leonce und Lena (Regie: Thomas Bockelmann) übernahm.
Seit 2014 ist er als freischaffender Schauspieler tätig. 2014 gastierte er am Theater Lübeck. 2015 und 2016 trat er bei den Bad Hersfelder Festspielen auf; er spielte den Nazi Ernst Ludwig im Musical Cabaret. Außerdem übernahm er 2015 als Einspringer für den Schauspielkollegen Stefan Reck eine Rolle als Polizist in Shakespeares Komödie der Irrungen. Seit 2017 gastiert er an der Berliner Vaganten Bühne.
Bonn absolvierte außerdem einen Synchron- und Mikrofonkurs an der Akademie für Professionelles Sprechen bei Katharina Koschny und ist seit 2015 auch als Synchronsprecher tätig.
Im Fernsehen hatte er Episodenrollen u. a. in Alphateam – Die Lebensretter im OP (2005; als ehemaliger Schiffsoffizier und Patient Helge Reuter), Lindenstraße (2007; als Notarzt) und in der ARD-Serie Hubert und Staller (2016; als Kilian Weißenbacher, der Bruder des Mordopfers). Im Oktober 2017 war er in der ZDF-Fernsehreihe Inga Lindström in dem Fernsehfilm Das Postboot in den Schären in einer Nebenrolle zu sehen; er spielte den jungen Landarzt Mats. In der 16. Staffel der ZDF-Serie SOKO Wismar (2020) übernahm er eine der Episodenhauptrollen als tatverdächtiger Bauherr Hannes Werth. In der 6. Staffel der ZDF-Serie Bettys Diagnose (2020) hatte Bonn eine der Episodenhauptrollen als Lebensgefährte einer „trockenen“ Alkoholikerin, der sich sein eigenes Alkoholproblem nicht eingestehen will. In der 14. Staffel der ZDF-Serie SOKO Stuttgart (2022) war Bonn in einer Episodenhauptrolle als Jugendliebe einer getöteten Musikerin zu sehen.
Björn Bonn lebt seit 2014 in Berlin; Anfang 2015 wurde er Vater einer Tochter.

## Filmografie (Auswahl)
- 2005: Alphateam – Die Lebensretter im OP: Sicherheitsrisiko (Fernsehserie, eine Folge)
- 2007: Lindenstraße: Glätte (Fernsehserie, eine Folge)
- 2007: Kirschrot (Kurzfilm)
- 2008: Strafstoß (Kurzfilm)
- 2016: Hubert und Staller: Ein Tattoo für die Ewigkeit (Fernsehserie, eine Folge)
- 2017: Inga Lindström: Das Postboot in den Schären (Fernsehreihe)
- 2020: SOKO Wismar: Der Schwedenschatz (Fernsehserie, eine Folge)
- 2020: Bettys Diagnose: Ende mit Schrecken (Fernsehserie, eine Folge)
- 2022: In aller Freundschaft – Die jungen Ärzte: Angst (Fernsehserie, eine Folge)
- 2022: Gute Zeiten, schlechte Zeiten (Fernsehserie)
- 2022: SOKO Stuttgart: Jugendliebe (Fernsehserie, eine Folge)
- 2025: SOKO Wismar: Schatten der Vergangenheit (Fernsehserie, eine Folge)